# Four Songs (Stravinsky)
Four Songs voor stem, fluit, harp en gitaar (W43a) is een compositie van Igor Stravinsky op een (fonetische) Russische tekst van de componist in een vertaling in het Engels van Robert Craft en Rosa Newmarch. Het werk werd op 21 februari 1955 tijdens de Monday Evening Concerts te Los Angeles voor het eerst uitgevoerd. Het betreft:
1. The Drake (nr. 1 van de Quatre chants russes, georkestreerd in 1953)
2. A Russian Spiritual (nr. 4 van de Quatre chants russes, georkestreerd in 1954)
3. Geese and Swans (nr. 2 van de Quatre chants russes, georkestreerd in 1954)
4. Tilim-bom (nr. 1 van de Quatre chants russes, georkestreerd in 1954)

Tussen 1915 en 1919 had Charles Ferdinand Ramuz een vertaling in het Frans gemaakt van de Quatre chants russes. Voor de georkestreerde versies gebruikte Stravinsky vertalingen van Robert Craft (nr. 1 t/m 3) en Rosa Newmarch (nr. 4). De orkestratie volgt de liederen met pianobegeleiding; er zijn geen transposities.

## Oeuvre
Zie het Oeuvre van Igor Stravinsky voor een volledig overzicht van het werk van Stravinsky.

## Geselecteerde discografie
Adrienne Albert (mezzosopraan), Louise di Tullio (fluit), Dorothy Remsen (harp) en Laurindo Almeida (gitaar) (op cd verschenen in 1991 in de 'Igor Stravinsky Edition', in het deel 'Operas')